# Jahanara Begum
Shahzadi (princesa imperial) Jahanara Begum Sahib  (en Urdu: شاهزادی جہاں آرا بیگم صاحب) (2 de abril de 1614-16 de septiembre de 1681) fue la hija mayor del emperador Shah Jahan y de Mumtaz Mahal. También fue la hermana mayor del sucesor de su padre y el sexto emperador mongol, Aurangzeb.

## Biografía
A la muerte de Mumtaz en el año 1631, Jahanara, de 17 años, tomó el lugar de su madre como primera dama del Imperio, a pesar de que su padre tenía otras tres esposas. Además de cuidar de sus hermanos y hermanas más pequeños, también ayudó a su padre a sacarse el luto y restableció la normalidad en una corte entristecida por la muerte de su madre y el dolor de su padre. 
Una de sus tareas después del fallecimiento de su madre fue supervisar los esponsales y la boda de su hermano, Dara Shikoh, con Begum Nadira Banu, que había sido planeado previamente por Mumtaz Mahal pero que fue pospuesta por su fallecimiento tras dar a luz a su decimocuarto hijo, una niña llamada Gauhara Begum.
Su padre solía pedirle consejo y le otorgó el sello imperial, igual que había hecho anteriormente con su difunta madre. El gran cariño de Shah Jahan por su hija se vio reflejado en los múltiples títulos que le otorgó, entre ellos: Shahibat al-Zamani (Señora de las Edades), Padishah Begum (Señora del Emperador) y Begum Sahib (Princesa de las princesas). Su poder era tal que, a diferencia de las otras princesas reales, se le permitió vivir en su propio palacio, en las afueras de los límites de la fortaleza de Agra.
En el año 1644, pocos días después de su trigésimo cumpleaños, las prendas de Jahanara que estaban impregnadas de aceites y de olorosas fragancias se incendiaron, dejando a Jahanara gravemente herida. Shah Jahan, muy preocupado por el bienestar de su hija favorita, cuidó personalmente de ella hasta que se restableció su salud. Después del incidente, el emperador le regaló diversas gemas y joyas además de otorgarle los ingresos del puerto de Surat. Cuando la princesa estuvo completamente restablecida, fue en peregrinación al santuario de Moinuddin Chisthi en Ajmer.

## Relaciones familiares
Hay constancia de los desacuerdos entre Jahanara y su hermano menor Aurangzeb, a quien ella se refería despectivamente como "la serpiente blanca" (probablemente debido a la tez clara de Aurangzeb), "el tigre" o "la pantera". También había una especie de tensión entre ella y su hermana Roshanara (tres años menor que ella) ya que, al parecer, Roshanara estaba celosa de la posición de su hermana mayor como primera dama del Imperio. Jahanara se puso del lado de Dara Shikoh en la lucha por el trono imperial (mientras Roshanara se puso del lado de Aurangzeb). Dara le había prometido eliminar la ley que establecía la prohibición de matrimonio para las princesas imperiales, ley que fue introducida por su abuelo, el emperador Akbar. Después del derrocamiento de Shah Jahan y la subida al trono de Aurangzeb, la princesa se unió a su padre que se encontraba encarcelado en la fortaleza imperial de Agra, donde se dedicó a cuidarlo hasta que éste falleció.
Después de la muerte de su padre, Jahanara y Aurangzeb se reconciliaron. Él le otorgó el título de "Emperatriz de las Princesas" y reemplazó a su hermana Roshanara como primera dama del Imperio.
Jahanara pronto se encontró lo suficientemente segura en su posición como para discutir de vez en cuando con Aurangzeb y obtuvo ciertos privilegios especiales que otras mujeres no podían tener. Ella argumentó en contra de la estricta regulación de Aurangzeb de la vida pública, de acuerdo con sus creencias religiosas conservadoras y su decisión en el año 1679 de restaurar el impuesto de capitación a los no musulmanes, ella argumentó que dicha regulación lo alejaría de sus súbditos hindúes, mayoritarios en el imperio.

## Entierro

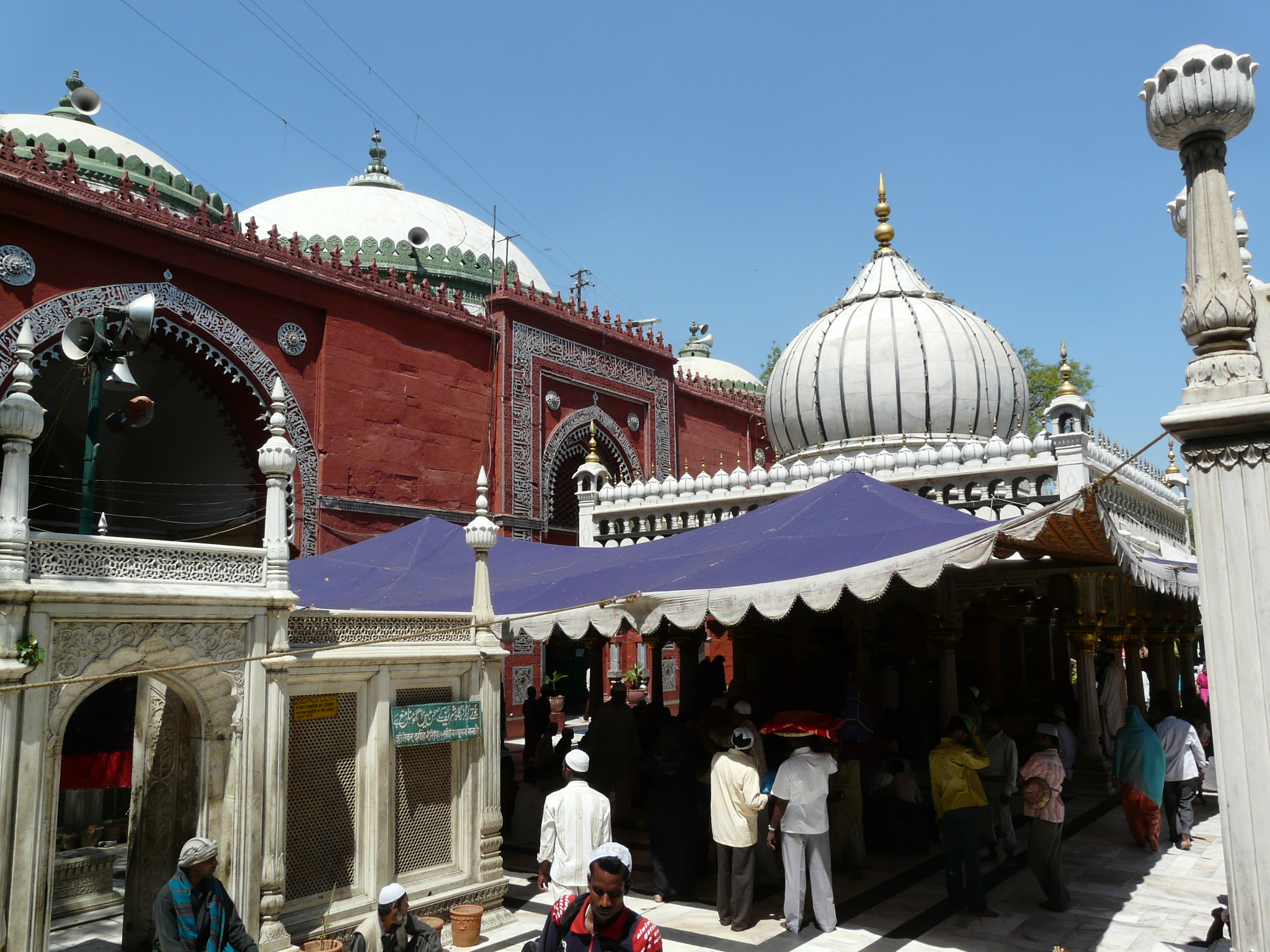
Chishti Order, Nizamuddin Dargah

A su muerte, el emperador Aurangzeb le otorgó el título póstumo de: Sahibat uz-Zamani ("Gran señora de las Edades). Jahanara se encuentra sepultada en una tumba del complejo de Nizamuddin Dargah (Nueva Delhi), una tumba que se considera "notable por su simplicidad". La inscripción de la tumba dice lo siguiente:
"Allah es el Viviente, el Sustentador.
Que nadie cubra la tumba excepto con zonas verdes.
Esta misma hierba es suficiente como una tumba cubierta para los pobres.
La mortal, simplista, Princesa Jahanara,
discípula de Khwaja Moid-ud-Din Chisthi,
hija de Shah Jahan, el conquistador.
Que Allah ilumine su prueba.
1092 DH (1681 DC)".

## Atributos personales
Ella recibió una esmerada educación, además de estar bien versada en lenguas como el árabe y el persa, también dominaba artes como la escritura, la pintura y la poesía (de hecho, fue una poetisa de cierto renombre).
Jahanara era muy conocida por su activo papel en el cuidado de los pobres y la construcción de mezquitas y escuelas.
Un ejemplo de su caridad lo encontramos cuando el Sahibi (una nave construida y diseñada por ella misma) iba a zarpar hacia su primer viaje a La Meca y a Medina, y ella estableció que "... que cada año cincuenta koni (una Koni eran 4 Muns y 151 libras) de arroz deben ser enviados por el buque para su distribución entre los indigentes y necesitados de La Meca".
En Agra es más conocida por patrocinar la construcción de la mezquita Jama Masjid, en el corazón de la ciudad que vio nacer a su madre.
Ella también ejerció un gran impacto sobre la ciudad de Shahjahanabad. De los dieciocho edificios de la ciudad encargados por las mujeres nobles, Jahanara diseñó y encargó cinco de ellos. Todos los proyectos de construcción de Jahanara se completaron alrededor del año 1650, dentro de las murallas de dicha ciudad. El más conocido de sus proyectos es Chandi Chowk, el bazar central de la ciudad.

## Sufismo
Junto con su hermano Dara Shikoh, era discípula del Mulá Shah Badakhshi, quien la inició en la orden sufí Qadiriyya en el año 1641. Jahanara progresó tanto en el camino del Sufismo que Shah Badakhshi la hubiera nombrado su sucesora en la orden Qadiriyya, pero las reglas de la orden no se lo permitieron.
Escribió una biografía de Moinuddin Chisthi, el fundador de la orden Chishtiyah, titulado "Mu'ins al-Arwah" así como una biografía del Mulá Shah titulada "Risala-i-Sahibiyah" en la que también describe su iniciación por él.